# Saint-Christophe-des-Bois
Saint-Christophe-des-Bois (en bretó Sant-Kristol-ar-C'hoad) és un municipi francès, situat a la regió de Bretanya, al departament d'Ille i Vilaine. L'any 2006 tenia 498 habitants. Limita al nord-oest amb Mecé, al nord-est amb Montreuil-des-Landes, a l'est amb Châtillon-en-Vendelais, al sud-oest amb Val-d'Izé, al sud amb Taillis i al sud-est amb Balazé.

## Demografia
| 1962                                       | 1968 | 1975 | 1982 | 1990 | 1999 |
| ------------------------------------------ | ---- | ---- | ---- | ---- | ---- |
| 469                                        | 473  | 430  | 420  | 467  | 475  |
| Des de 1962: població sense dobles comptes |      |      |      |      |      |

## Administració
| Període   | Identitat          | Partit |
| --------- | ------------------ | ------ |
| 1949-1977 | Marcel Marcou      |        |
| 1977-1992 | Henri Froc         |        |
| 1992-2001 | Rosalie Froc       |        |
| 2001-2008 | Jean-Pierre Murolo |        |
| 2008-     | Jean Pitois        |        |